# GPS-aided geo-augmented navigation
O GPS aided geo augmented navigation ou GPS and geo-augmented navigation system (GAGAN) é uma implementação de um regional de sistema complementar baseado em satélites (SBAS) pelo governo indiano. É um sistema para melhorar a precisão de um receptor GNSS, proporcionando sinais de referência. Atráves dos esforços da AAI para a implementação de SBAS operacional pode ser considerado como o primeiro passo para a introdução da comunicação moderna, navegação, vigilância sobre o espaço aéreo indiano.